# Hoeocryptus properus
Hoeocryptus properus là một loài tò vò trong họ Ichneumonidae.